# 暗い港のブルース (ザ・キング・トーンズ)
暗い港のブルースは、1971年5月に発売された、ザ・キング・トーンズのシングル・レコードである。

## 解説
本作は元々、1960年代に活動していたジャズバンドのモダン・プレイボーイズのメンバーであった早川博二の作曲により発表されたインストゥメンタル曲がルーツであり、1963年に詩人の薩摩忠が歌詩をつけてウエスタン歌手のフランク赤木が日本グラモフォン（ポリドール、DJ-1404）にてレコーディングして発売したものである。
1971年に発売されたザ・キング・トーンズ盤は、早川博二の曲はそのままに作詞家のなかにし礼が歌詩を全面的に書き直して新たにレコーディングする形で製作された。このため、本作はザ・キング・トーンズのオリジナル曲のような形になっている。
本曲であるが、1972年に内山田洋とクール・ファイブが（アルバム「豪華盤「内山田洋とクール・ファイブデラックス」第2集」収録）、　1973年に藤圭子が（アルバム「演歌全集8枚組（港灯）」収録）、1976年にちあきなおみが（アルバム「そっとおやすみ」収録）などカヴァーしている。

## 収録曲
1. 暗い港のブルース（DR-1061）
原詩：薩摩忠 作詩：なかにし礼　作・編曲：早川博二
2. いつか陽が昇る
作詩：さとうるみ　作曲：みやあきら　編曲：村尾敏英
歌唱：ザ・キング・トーンズ